# Église de la Sainte-Trinité de Sighișoara
Pour les articles homonymes, voir Église de la Sainte-Trinité.
L'Église de la Sainte-Trinité de Sighisoara (en roumain : Biserica Sfânta Treime din Sighişoara) est une Église orthodoxe roumaine située sur la rive nord de la rivière Târnave Mare, à Sighisoara, en Roumanie. Comme siège d'un archiprêtre et non d'un évêque, l'église n'est techniquement pas une cathédrale, mais est communément appelée comme telle. 

## Histoire
Elle a été construite dans ce qui était connu à l'époque sous le nom de Parcul Elisabeta (Parc Élisabeth), à partir de 1934, après qu'une proposition visant à la construire dans le centre-ville ait échoué. Le 31 octobre 1937 l'inauguration a eu lieu, et la cérémonie de sanctification a été dirigée par le Métropolite Orthodoxe roumain Nicolae Bălan. La cérémonie a eu lieu en présence de 40 prêtres, 2 ministres de Bucarest et plus de 10 000 personnes.

## Architecture
L'église Sainte-Trinité de Sighisoara a été conçue en style néo-byzantin. Elle a été construite en 1934-37, avec des peintures intérieures effectuées par le peintre Anastasie Demian selon la technique de la tempera. 
L'iconostase a été construite par deux artistes de Rupea, Schiopul et Babic. La plus petite des trois cloches de l'église (350 kg) a été offerte par la paroisse, la moyenne (730 kg) par le Maire Aurel Mosora, et la plus grande (1 430 kg) par le Préfet du Comté Victor Stirbet. Les murs ont été repeints entre 1980-84 d'après les techniques de fresques. Au cours de ces années de réparations une chapelle souterraine pour des funérailles a été construite.
L'église a sa propre chorale, appelée Vox Animi.

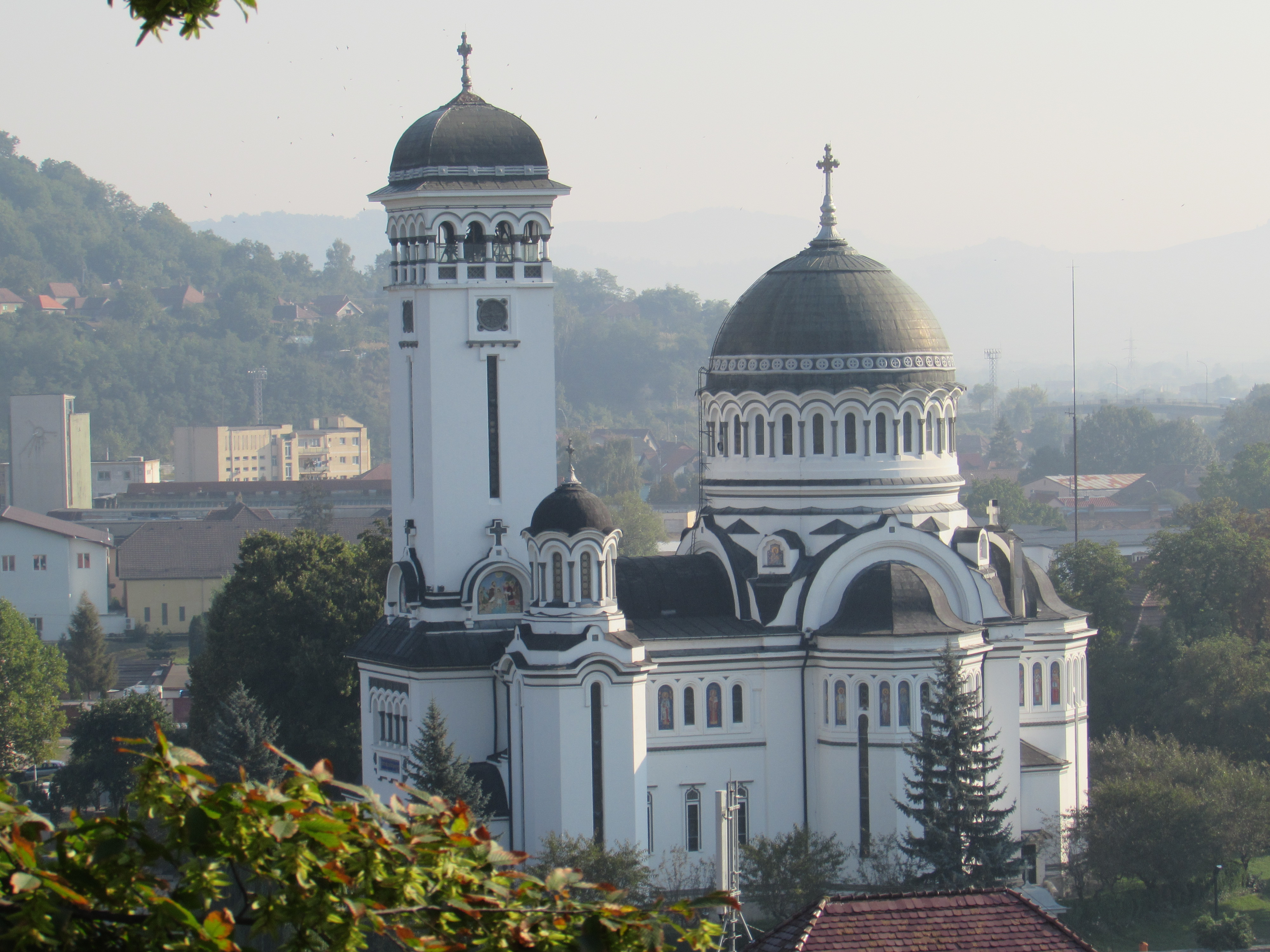
Église.
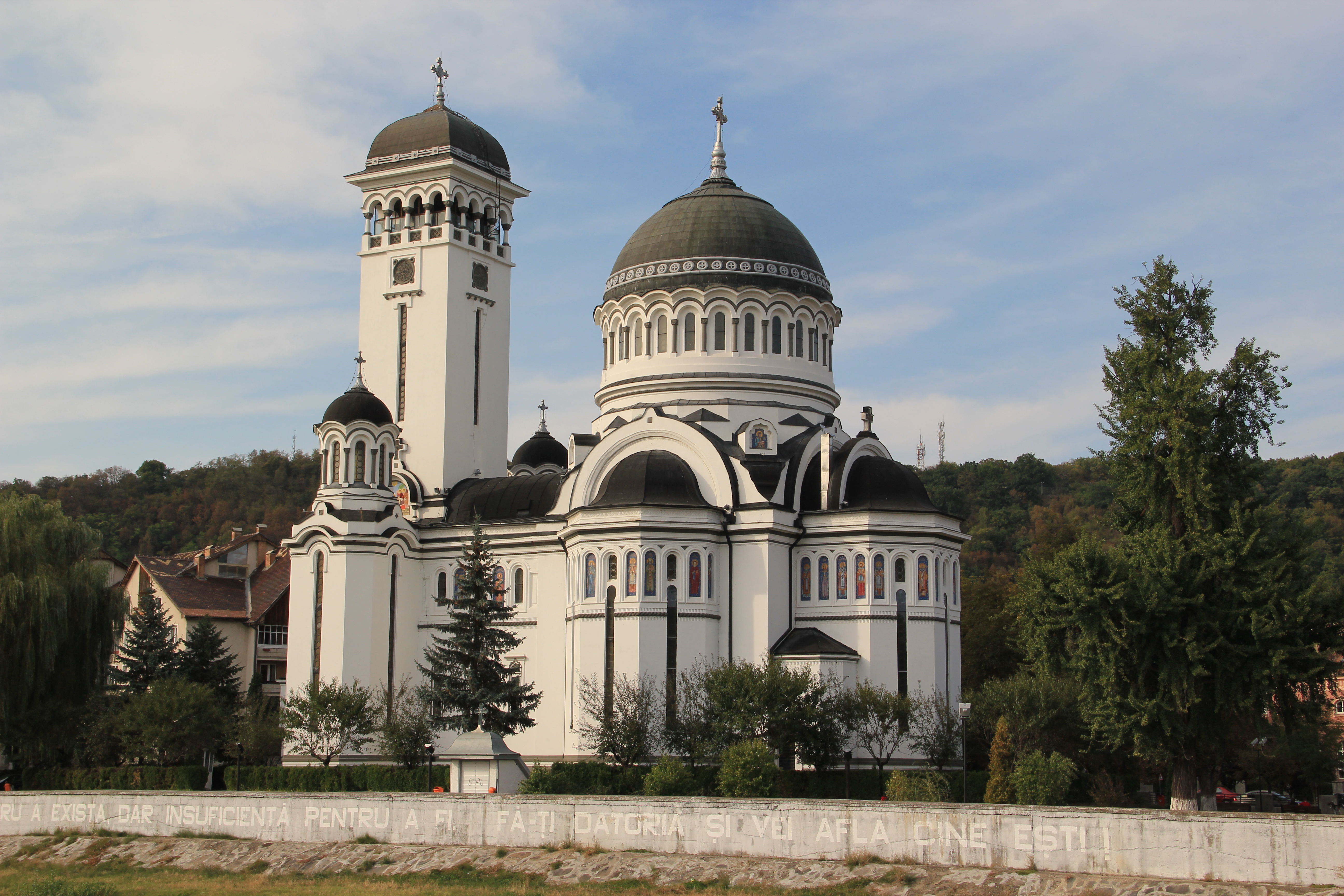
Vue arrière
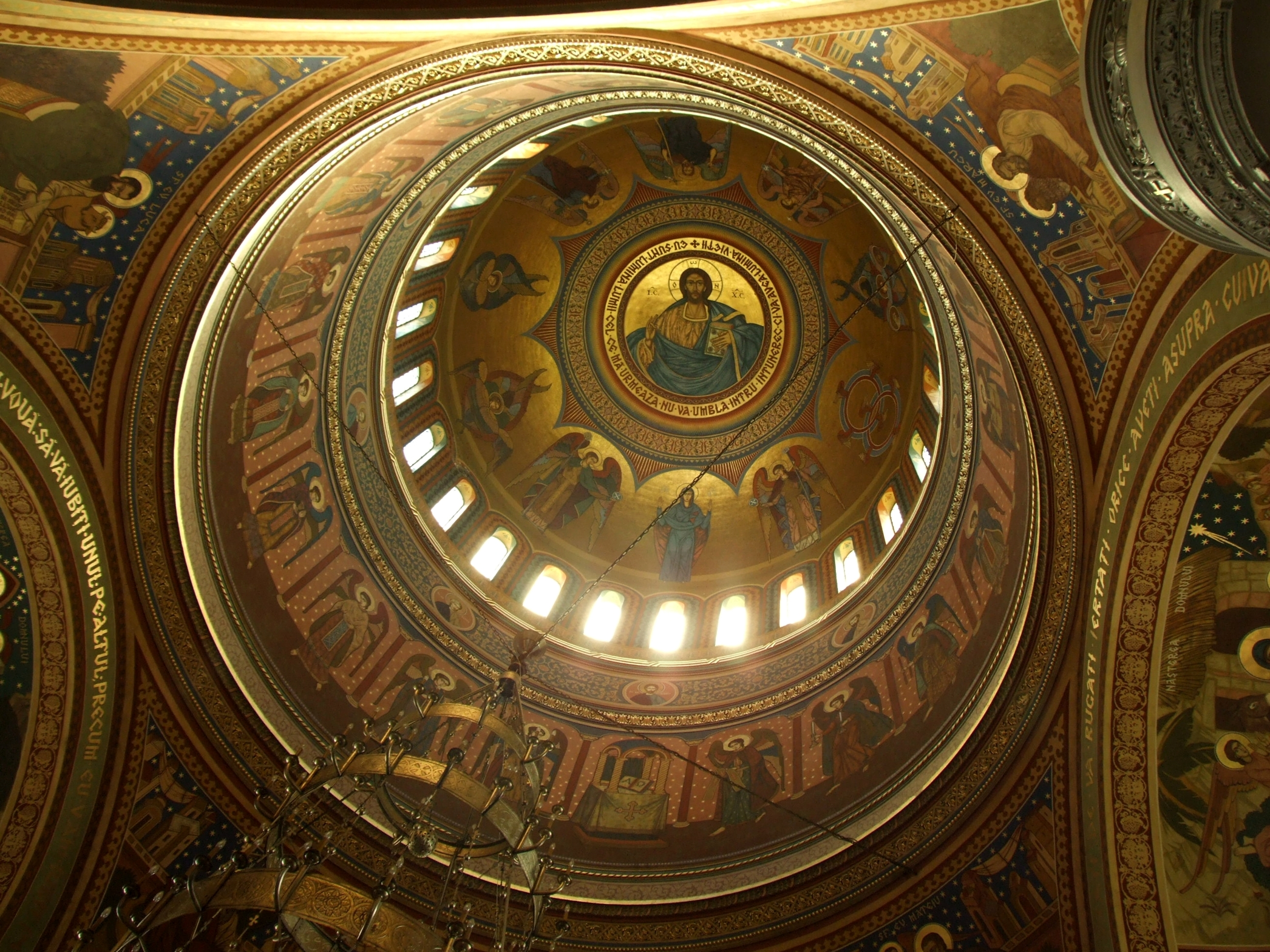
Dôme vu de l'intérieur